# Dialeurodes simmondsi
Dialeurodes simmondsi es un hemíptero de la familia Aleyrodidae, con una subfamilia: Aleyrodinae.
Fue descrita científicamente por primera vez por Corbett en 1927.